# Newtonsaurus

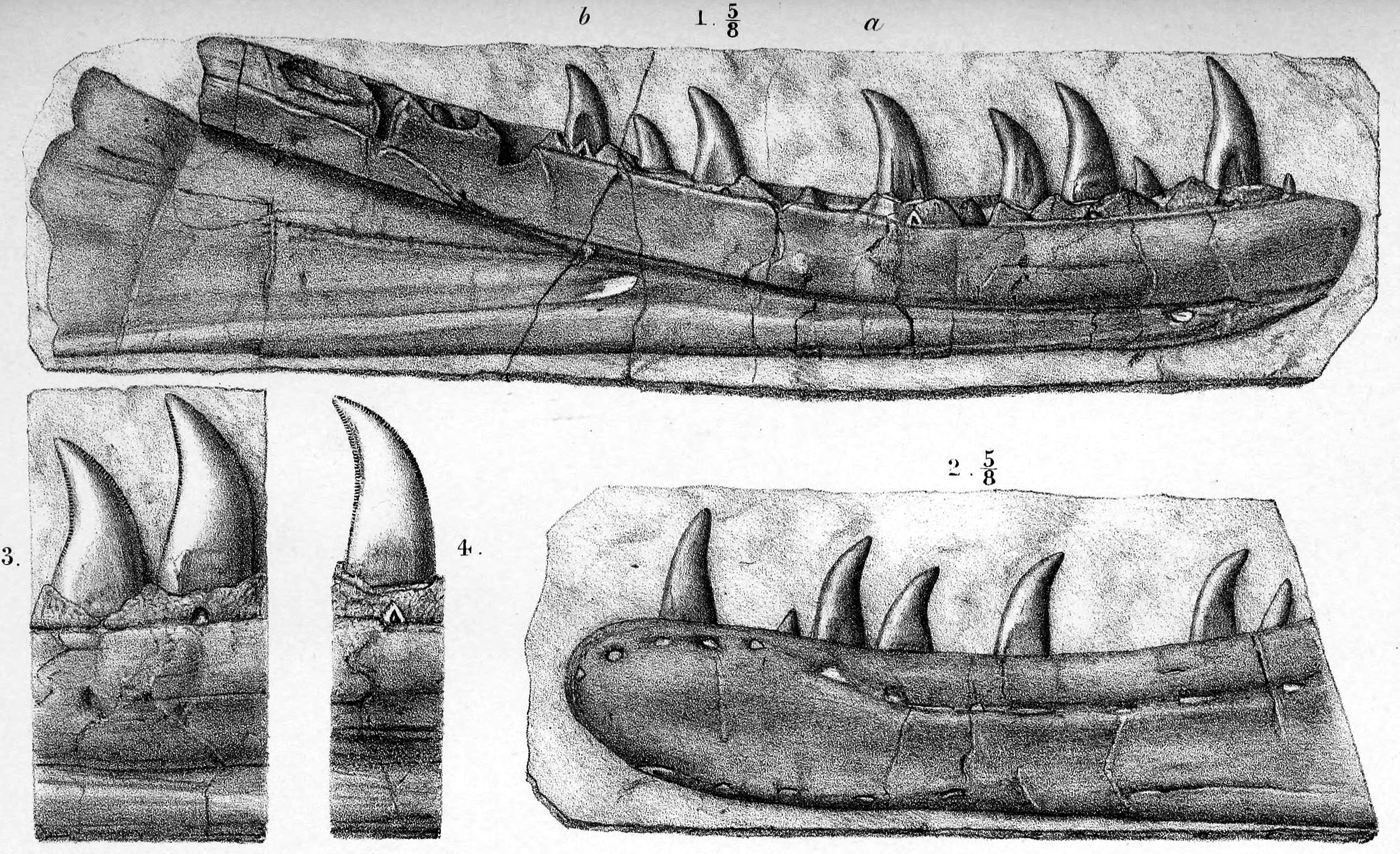

Newtonsaurus là tên không chính thức cho một chi khủng long chưa được mô tả sống vào thời kỳ Trias muộn.